# Ensemble die reihe
Das Ensemble „die Reihe“ (Eigenschreibweise: Ensemble „die reihe“) wurde 1958 von Friedrich Cerha und Kurt Schwertsik in Wien gegründet. Es gehört zu den traditionsreichsten Ensembles für Neue Musik in Europa. Der Name assoziiert die Zwölftonreihe.

## Repertoire
Die Programme umfassen die wesentlichen Kammermusikwerke aller Stilrichtungen seit dem Jahr 1900, wobei die Pflege der Zweiten Wiener Schule, also des Schaffens von Arnold Schönberg, Alban Berg und Anton Webern, einen Schwerpunkt bildet, sowie auch alle für das künstlerische Denken seit 1945 wichtigen Arbeiten.
Neben der Betreuung seiner Wiener Konzertreihen seit den frühen 1960er Jahren, ist das Ensemble „die Reihe“ regelmäßig bei den führenden internationalen Avantgarde-Festivals zu Gast: den Berliner Festwochen, dem Holland Festival, dem Warschauer Herbst, dem Festival Steirischer Herbst, den Biennalen in Venedig und Zagreb, der musica viva München, dem Neuen Werk Hamburg und bei Musik der Zeit Köln.

## Leitung
Neben HK Gruber, der seit 1983 der Künstlerische Leiter des Ensembles ist, arbeitete das „Who Is Who“ der zeitgenössischen Musikszene mit dem Ensemble zusammen, das sich überwiegend aus Mitgliedern des RSO Wien konstituiert.

## Produktionen
Zahlreiche Kompositionen sind für das Ensemble „die Reihe“ geschrieben worden und in über 2200 Aufführungen wurden 146 Werke zur Uraufführung gebracht. Der internationale Standard des Ensembles ist in zahlreichen CD-, Radio- und Fernsehproduktionen dokumentiert.